# Franz von Löfler
Franz Xaver Ignaz von Löfler (13. prosince 1860 Olomouc – 28. listopadu 1931 Vídeň) byl rakousko-uherský admirál a námořní vojevůdce za první světové války. U c. k. námořnictva sloužil od roku 1879, kromě služby na válečných lodích byl vysokým úředníkem na ministerstvu války. Na začátku první světové války byl jako viceadmirál velitelem flotily u břehů Jadranu. V roce 1917 byl odeslán do penze a v roce 1918 povýšen do šlechtického stavu.

## Životopis

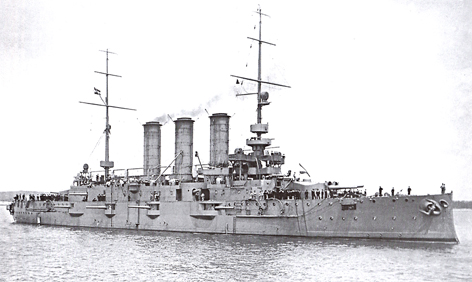
SMS Erzherzog Karl, vlajková loď admirála Löflera za první světové války

Byl synem olomouckého měšťana Johanna Löflera. Studoval na námořní kadetní škole v Rijece a v roce 1879 byl jako kadet II. třídy zařazen k námořnictvu. O dva roky později byl praporčíkem řadové lodi a dále postupoval v hodnostech na poručíka II. třídy (1890) a poručíka I. třídy (1893). V roce 1901 byl povýšen na korvetního kapitána a stal se zástupcem velitele na výcvikové lodi SMS Tegetthoff. V letech 1905–1908 vedl 4. oddělení námořní sekce na ministerstvu války. V roce 1909 dosáhl hodnosti fregatního kapitána a velel výcvikové lodi SMS Adria. O dva roky později se vrátil na ministerstvo války, kde byl pověřen vedením námořně technického oddělení.
V roce 1912 byl povýšen do hodnosti kontradmirála a krátce velel bitevní lodi SMS Radetzky, koncem roku 1912 byl povolán do funkce ředitele námořního arzenálu v Pule. V letech 1912-1913 byl velitelem II. flotily rakousko-uherského námořnictva. Počátkem roku 1914 se v součinnosti s německou diplomacií podílel na pokusu dosadit knížete Wieda na albánský trůn. Krátce před první světovou válkou přivítal na jaře 1914 v doprovodu následníka trůnu Františka Ferdinanda německého císaře Viléma II. v Miramare.
K datu 1. listopadu 1914 dosáhl hodnosti viceadmirála a znovu převzal velení II. flotily na vlajkové lodi SMS Erzherzog Karl. Za první světové války několikrát bombardoval Anconu a v letech 1915–1916 řídil obranu Puly. K datu 1. července 1917 byl penzionován, po roce 1918 žil v rodné Olomouci, ale nakonec přesídlil do Vídně, kde zemřel.

## Tituly a ocenění
Během služby u námořnictva se stal nositelem několika vysokých vyznamenání. Krátce před zánikem monarchie byl povýšen do šlechtického stavu (Edler von Löfler) (12. října 1918).,
- Válečná medaile (1883)
- Jubilejní pamětní medaile (1898)
- Služební odznak pro důstojníky III. třídy (1904)
- Vojenský záslužný kříž (1905)
- Vojenský jubilejní kříž (1908)
- Řád železné koruny III. třídy (1912)
- Mobilizační kříž (1913)
- Služební odznak pro důstojníky II. třídy (1914)
- rytířský kříž Leopoldova řádu s válečnou dekorací (1916)